# Tariel Zindiridis
Tariel Zindiridis (grec. Ταριέλ Ζιντιρίδης, ur. 20 grudnia 1987) – grecki judoka. Olimpijczyk z Pekinu 2008, gdzie zajął 21. miejsce w wadze półlekkiej.
Uczestnik mistrzostw świata w 2007. Startował w Pucharze Świata w latach 2004-2009. Siódmy na mistrzostwach Europy w 2007. Mistrz świata juniorów w 2006 roku.
Jest bratem Rewaza Zindiridisa, judoki i olimpijczyka z Aten 2004.

## Letnie Igrzyska Olimpijskie 2008
| Konkurencja | Eliminacje            | Klas. końcowa |
| Konkurencja | Przeciwnik I          | Miejsce       |
| ----------- | --------------------- | ------------- |
| 66 kg       | Taylor Takata (USA) P | 21.           |